# Radjesh Jagroep
Radjesh Jagroep, allias Khanna, is een Surinaams zanger, toetsenist en producer. Hij zong als voorman van The Juniors, Beni's Houseband en de NSL Houseband, en in het duo The Soul Kings from Suriname. Onder de naam Khannamusic is hij sinds 2017 bandleider, producer en aanbieder van karaokediensten. In 2020 werkt hij mee aan de albumserie Tashans Heartbeat van het Satish Music Center. 

## Biografie
Jagroep was voorman van The Juniors, een band die eind jaren 1980 werd opgericht door Jaidew Changoer en in de loop van de decennia verschillende samenstellingen kende. Vervolgens was hij toetsenist en zanger van Beni's Houseband en de NSL Houseband.
Met de laatste groep maakte hij in 2014 een tournee door Nederland. De leadzang deelde hij met Arnold Malahe en Dharmin Kandhai. Een jaar later traden ze op tijdens de verjaardag van toenmalig oppositieleider Chan Santokhi en lanceerden ze het campagnelied van zijn partij in aanloop naar de verkiezingen van 2015.
Veertien jaar eerder had hij voor het laatst samengewerkt met de zanger Prashant Ramjatan. Begin 2015 deden ze dat opnieuw: Ramjatan was op dat moment de leadzanger van The Juniors en Jagroep van de NSL Houseband. In april van dat jaar gingen ze onder de naam The Soul Kings from Suriname voor meerdere optredens drie weken lang naar Nederland.
In 2017 opende hij een website voor karaoke-diensten onder de naam Khannamusic.net. Daarnaast is hij leider van de Khannamusic Rockband en muziekproducer in zijn Khannamusic Studio.
In  2020 werkt hij daarnaast aan Volume 12 van de albumserie Tashans Heartbeat van het Satish Music Center. Jagroep gaf aan deel 1 tot en met 7 zijn zang. In opvolgende delen werkte hij mee in duetten met de zangeressen Sharmila Ali, Prianka Parohi en Sachida Sewgobind. Daarnaast werkte hij mee aan het muzikale gedeelte.